# Войскорово
Войскорово (рос. Войскорово) — селище у Тосненському районі Ленінградської області Російської Федерації.
Населення становить 1799 осіб. Належить до муніципального утворення Тельмановське сільське поселення.

## Історія
Населений пункт розташований на історичній землі Іжорія.
Згідно із законом від 22 грудня 2004 року № 116-оз належить до муніципального утворення Тельмановське сільське поселення.

## Населення
| 2007 | 2010  | 2017  |
| ---- | ----- | ----- |
| 2084 | ↘1774 | ↗1799 |